# Oeonia
Oeonia là một chi lan hiếm gặm gồm 5 loài bản địa của Madagascar và Mascarenes.